# Oscar za nejlepší výpravu a dekorace
Cena Akademie za nejlepší výpravu a dekorace (anglicky Academy Award for Best Production Design) je ocenění každoročně udělané americkou Akademií filmového umění a věd za nejlepší umělecké vedení při produkci filmu. Původně nesla název Best Art Direction, ale v roce 2012 byl před 85. udílení cen Akademie změněn na současné znění. Tato změna vyplynula z toho, že skupina uměleckých ředitelů Akademie filmových umění a věd byla přejmenována na skupinu návrhářů. Od roku 1947 je ocenění sdíleno s dekoratéry. Uděluje se za nejlepší interiérový design ve filmu.